# Наталија Лупу
Наталија Лупу (укр. Наталія Олексіївна Лупу) је украјинска атлетичарка, румунског порекла специјалиста за трчање на 800 м.

## Спортска биографија
У првој међународној такмичарској сезони 2005. Наталија Лупу освојила је титулу европског јунирског првака на 800 метара на Европском првенству за јуниоре у Каунасу резултатом 2:02,78. Следеће године на Светском јуниорском првенству у Пекингу је четврта.
У 2009. Лупу осваја прву националну титулу у дворани и завршава као друга на Европском првенству за млађе сениоре иза руске преставнице Јелене Кофанове. Тај резултат је увео у екипу за Светско првенство у Берлину, где је елиминисана у предтакмичењу.
Наталија Лупу је први пут трчала 800 метара испод границе од 2 минута 1:59,59, 29. маја 2010. у Јалти. Победила је и на екипном такмичењу Прве лиге Европе у Бергену.
На Светском првенству у дворани 2012. одржаном у Истанбулу освојила је сребрну медаљу, а следеће године на Европском првенству у Гетеборгу, окитила се златом.
После тестирања на Светском првенству у дворани 2012. кажњена је деветомесечном забраном такмичења због употребе забрањеног стимуланса. Забрана траје од 7. марта 2014. до 21. јануара 2015. а резултат са Светског првенства се брише.

## Значајнији резултати
| Год.     | Такмичење                     | Место          | Плас.    | Дисциплина | Резултат |
| Украјина | Украјина                      | Украјина       | Украјина | Украјина   | Украјина |
| -------- | ----------------------------- | -------------- | -------- | ---------- | -------- |
| 2005     | Европско првенство за јуниоре | Каунас         |          | 800 м      | 2:02,78  |
| 2006     | Светско првенство за јуниоре  | Пекинг         | 4.       | 800 м      | 2:05,05  |
| 2009     | Европско првенство У—23       | Каунас         |          | 800 м      | 2:01,08  |
| 2009     | Европско првенство У—23       | Каунас         | 4.       | 4х400 м    | 3:30,78  |
| 2010     | Европско екипно првенство     | Берген         | .        | 800 м      | 2:02,74  |
| 2012     | Светско првенство у дворани   | Истанбул       |          | 800 м      | 1:59,67  |
| 2012     | Олимпијске игре               | Лондон         | 18.      | 800 м      | 2:01,63  |
| 2013     | Европско првенство у дворани  | Гетеборг       |          | 800 м      | 2:00,26  |
| 2013     | Светско првенство             | Москва         | 7.       | 800 м      | 1:59,79  |
| 2014     | Светско првенство у дворани   | Сопот          | 5.       | 800 м      | 2:01,17  |
| 2015     | Европско првенство у дворани  | Праг           |          | 800 м      | 2:02,22  |
| 2015     | Европско првенство у дворани  | Праг           | 4.       | 4х400 м    | 3:32,39  |
| 2015     | Светско првенство             | Пекинг         | 6.       | 800 м      | 1:58,99  |
| 2015     | Светско првенство             | Пекинг         | 6.       | 4х400 м    | 3:25,94  |
| 2016     | Европско првенство у дворани  | Амстердам      | 9.       | 800 м      | 2:01,74  |
| 2016     | Олимпијске игре               | Рио де Жанеиро | 22.      | 800 м      | 2:02,10  |

## Лични рекорди
| Дисциплина   | Резултат | Датум             | Место    |
| на отвореном |          |                   |          |
| ------------ | -------- | ----------------- | -------- |
| 400 м        | 52,91    | 15. август 2011.  | Виница   |
| 800 м        | 1:58,46  | 14. јун 2012.     | Јалта    |
| 1.500 м      | 4:20,98  | 23. мај 2003.     | Кијев    |
| у дворани    |          |                   |          |
| 400 м        | 53,52    | 16. фебруар 2011. | Суми     |
| 800 м        | 1:59,67  | 11. март 2012.    | Истанбул |
| 1.000 м      | 2:42,58  | 3. фебруар 2013.  | Москва   |